# 克爾克

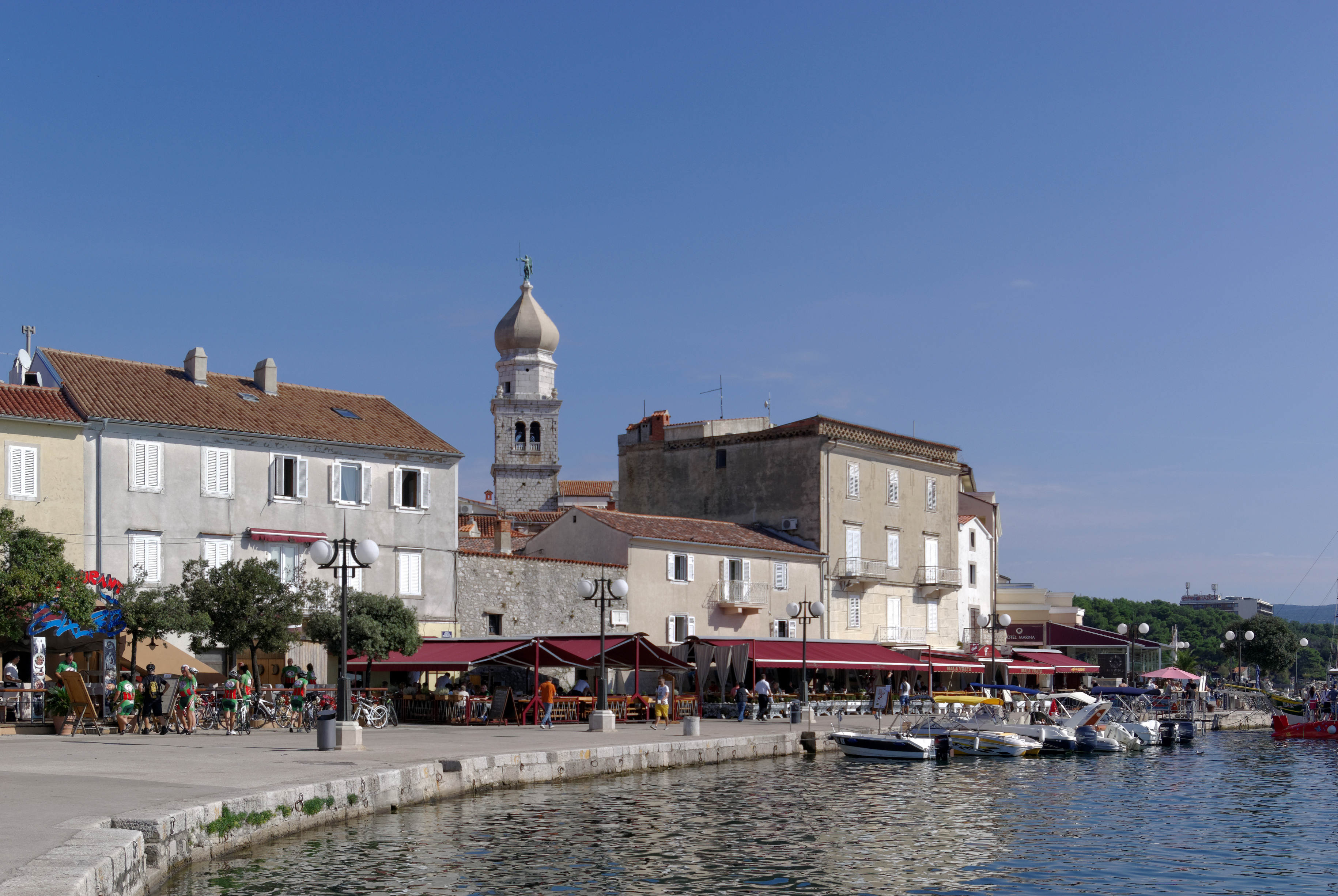
克爾克的景色

克爾克（Krk）是克羅地亞的一座城市，位於克爾克島上，是亞得里亞海沿岸最古老的城市。自羅馬時代起便有人居住，在西羅馬帝國滅亡後一度是拜占庭達爾馬提亞王國的一部分。

## 外部連結
- 文化紀念館
- Krk (town) 官方網站 （页面存档备份，存于）
- Krk (town) 旅遊局 （页面存档备份，存于）
- 克爾克照片